# محوطه کلک غلامحسین
محوطه کلک غلامحسین مربوط به دوره ساسانیان - سده‌های اولیه دوران‌های تاریخی پس از اسلام است و در شهرستان دره‌شهر، بخش مرکزی، دهستان زرین دشت، ۲ کیلومتری جنوب روستای اسلام‌آباد واقع شده و این اثر در تاریخ ۳۰ بهمن ۱۳۸۶ با شمارهٔ ثبت ۲۱۰۲۶ به‌عنوان یکی از آثار ملی ایران به ثبت رسیده است.